# تپه گرد رحمت
تپه گرد رحمت مربوط به کالکولتیک (مس‌سنگی) ـ هزاره اول (پیش از میلاد) است و در شهرستان پیرانشهر، بخش مرکزی، دهستان منگور غربی، روستای گرد رحمت واقع شده است. این اثر در تاریخ ۳۰ دی ۱۳۸۵ با شمارهٔ ثبت ۱۶۸۶۵ به عنوان یکی از آثار ملی ایران به ثبت رسیده است.